# Monte Tàbari
Il Monte Tàbari è un rilievo dell'isola d'Elba.

## Descrizione
Situato nella parte centrale dell'isola, presso Portoferraio, raggiunge un'altezza di 130 metri sul livello del mare.
Il toponimo, attestato dal 1840, deriverebbe dal nome personale latino Avarius o da quello longobardo Tautpert.